# Zafra de Záncara
Zafra de Záncara és un municipi de la província de Conca, a la comunitat autònoma de Castella-La Manxa.

## Demografia
| 1991 |  | 1996 |  | 2001 |  | 2004 |
| ---- |  | ---- |  | ---- |  | ---- |
| 281  |  | 235  |  | 185  |  | 173  |